# Eupetinus bicolor
Eupetinus bicolor är en skalbaggsart som först beskrevs av Blackburn 1885.  Eupetinus bicolor ingår i släktet Eupetinus och familjen glansbaggar. Inga underarter finns listade i Catalogue of Life.